# Фонд стрессовых активов
АО «Фонд стрессовых активов» — Государственный Фонд стрессовых активов банков второго уровня (ФСА) — фонд в Казахстане, учрежден в начале ноября 2008 года, в период финансового кризиса 2007—2010 годов для поддержки экономики.
Фонд является коммерческой организацией при 100 % участии государства. Фонд должен был улучшить качество активов БВУ — скупить у банков невозвращенные ипотечные кредиты граждан и проблемных кредитов, обеспеченных недвижимостью.

## Уставной капитал
Ожидалось, что на его капитализацию государство направит около $1 млрд, неосвоенных в рамках бюджетных программ(по итогам 9 месяцев 2008 года).
Министр финансов Казахстана Болат Жамишев так же ожидал, что в фонд будут привлечены $5 млрд от частных компаний.
Предполагалось, что банки должны будут участвовать в уставном капитале этого фонда и разделять возможные риски, связанные с деятельностью фонда
- В 2008 году из республиканского бюджета на капитализацию Фонда стрессовых активов первым траншем выделено 52 млрд.тенге.
- март 2009 года - Уставный капитал составил 70 млрд тенге.[8]
- В 2009 году уставный капитал Фонда планировалось довести до 122 млрд тенге за счет средств республиканского бюджета [4]
- 10 декабря 2009 -Уставный капитал составил 70 млрд тенге.[9]

## Цель
Начальная цель Фонда - улучшить качество активов БВУ — скупить у банков невозвращенные ипотечные кредиты граждан и проблемных кредитов, обеспеченных недвижимостью. Впоследствии была пересмотрена.

## История
Инициатива создания фонда принадлежит - Келимбетову Кайрату Нематовичу 
- 20 августа 2008 Решено, что в Фонд могут быть переданы любые проблемные активы, даже те, риски по которым способны ухудшить качество кредитного портфеля банков не сегодня, а в перспективе (сообщил Болат Жамишев)[6][11]. Схема проста: государство выкупает у банков проблемные кредиты и как бы консервирует до лучших времен. Эта модель работает во всем мире. А в случае с Казахстаном, фонд будет выкупать только ипотечные кредиты.[4]. Зампред Народного банка предположил, что по прошествии определенного времени банки должны выкупить обратно из фонда ранее проданные активы с определенным дисконтом, а "Ассоциации финансистов Казахстана" предложила установить величину дисконта в 10% от суммы основного долга.[12]
- 9 сентября 2008 в ходе конференции «Центральная Азия. Инвестиционные возможности. Новый Шелковый путь» премьер-министр Карим Масимов заявил, что создание фонда стрессовых активов не должно стать причиной для снижения эффективности управления активами и операциями в отечественных банках[13].
- 13 сентября 2008 - Первоначальной целью фонда являлась поддержка банков, в большей степени полагающихся на активы, обеспеченные залогом в виде недвижимости, путём реструктуризации их проблемных активов, а в необходимых случаях и их реализации.(Согласно формулировке премьер-министр страны Карима Масимова).[14]
- 1 октября 2008 премьер-министр РК Карим Масимов[15] сказал:[16]

```
Я считаю, что Фонд стрессовых активов нужен и нам надо его создавать. 
Как конкретно и куда будем вкладывать, это ещё требует дополнительного более подробного обсуждения
```

- 13 октября 2008 года глава государства Нурсултан Назарбаев[17] на расширенном заседании правительства поручил ускорить процесс формирования этого фонда.[7]
- 3 ноября 2008 - Правительство приняло решение о создании фонда стрессовых активов с начальной капитализацией 52 миллиарда тенге. Об этом сообщил премьер-министр РК Карим Масимов.[18]
- С января 2009 г. — Председатель Правления АО «Фонд стрессовых активов» — Кабашев, Максат Рахимжанович[19].
- 13 января 2009 Кайрат Келимбетов в ходе заседания правительства сказал:[20]

```
В течение первых двух месяцев 
2009
 года фонд стрессовых активов займется выработкой механизма 
передачи активов БВУ, согласованием списков банков-партнеров, оценкой их активов и начнет выпускать
ноты. Также прорабатываются механизмы участия фонда в выкупе проблемных ипотечных кредитов
```

- 13 апреля 2009 года на правительственном часе в Мажилисе, Министр финансов Болат Жамишев[6] засомневался в целесообразности действий фонда после входа государства в капитал банков, поскольку потеряна «объективная основа для оценки приобретаемых активов».
- март 2009 года - Уставный капитал составил 70 млрд тенге.[8]
- 21 мая 2009 года - депутаты Мажилиса потребовали вернуть эти деньги назад в бюджет, а сам фонд закрыть за ненадобностью, поводом послужила информация из счетного комитета от 21 мая 2009 года: "поступившие в ФСА 70 млрд тенге с декабря 2008 года по март 2009 года не использовались по причине несвоевременной разработки нормативно-правовых актов".[21]

31 июля 2009 - Фонд стрессовых активов не выполнил свою задачу, он так и не приступил к выкупу сомнительных кредитов казахстанских БВУ по причине их возможного обесценивания.
- 12 октября 2009 - по мнению министра финансов Болата Жамишева[6] Реализация первоначальной концепции фонда стала невозможной. Та функция, которую предполагалось наложить на этот фонд - скупка стрессовых активов, то есть его прямая обязанность, вдруг отпала. Первоначально стресс-фонд должен был улучшить качество кредитного портфеля банков второго уровня, но это предполагало заимствования на рынках капитала. Но с осени прошлого года ситуация изменилась кардинально, система поддержки банков - тоже.[23] Таким образом Решили отстранить Фонд стрессовых активов от проблем в отечественном банковском секторе. Прежде всего потому что решить их так, как все, не просто. А выделенные более чем 72 млрд тенге направить в другое русло. Было подписано генеральное соглашение между Фондом национального благосостояния "Самрук-Казына", Фондом стрессовых активов, Фондом развития предпринимательства "Даму" и пятью банками второго уровня о размещении средств в банках для последующего кредитования предпринимателей, занятых в сфере обрабатывающей промышленности. И Фонд стрессовых активов отныне спасать будет не банки, а отечественный бизнес. Премьер-министр страны Карим Масимов[15] высказал свою точку зрения:[23][24]

```
Целью фонда является поддержка банков, в большей степени полагающихся на активы, 
обеспеченные залогом в виде недвижимости, путём реструктуризации их проблемных активов, 
а в необходимых случаях - и их реализации.
```

- 10 декабря 2009 - Первый транш в объёме 20 млрд. тенге для завершения строительства нескольких объектов корпорации Куат[25] выделен Казкоммерцбанку.[9]